# One in a Million (filme)
One in a Million é um filme norte-americano de 1936, do gênero comédia musical, dirigido por Sidney Lanfield e estrelado por Sonja Henie e Adolphe Menjou.
O filme assinala a estreia no cinema de Sonja Henie, campeã norueguesa de patinação artística no gelo. Grande sucesso para a 20th Century Fox, A Rainha do Patim transformou Sonja em estrela, apesar de ela nunca ter conseguido ser atriz Ainda assim, está na lista de seus melhores trabalhos, compilada pelo crítico e historiador Ken Wlaschin.

## Sinopse
Enquanto se treina para os Jogos Olímpicos de Inverno, a patinadora Greta Muller é descoberta pelo empresário teatral americano Tad Spencer. Com isso, ela deixa de ser atleta amadora e perde a chance de participar dos Jogos. Por outro lado, graças a Tad, ela faz uma triunfante entrada no Madison Square Garden e ganha o coração de Bob Harris.

## Premiações
| Patrocinador                                  | Prêmio | Categoria          | Situação |
| --------------------------------------------- | ------ | ------------------ | -------- |
| Academia de Artes e Ciências Cinematográficas | Oscar  | Melhor Coreografia | Indicado |

## Elenco
| Ator/Atriz        | Personagem        |
| ----------------- | ----------------- |
| Sonja Henie       | Greta Muller      |
| Adolphe Menjou    | Tad Spencer       |
| Jean Hersholt     | Heinrich Muller   |
| Ned Sparks        | Danny Simpson     |
| Don Ameche        | Bob Harris        |
| The Ritz Brothers | The Ritz Brothers |
| Arline Judge      | Billie Spencer    |
| Borrah Minevitch  | Adolphe           |
| Dixie Dunbar      | Goldie            |